# Сомов, Константин Юрьевич
Константи́н Ю́рьевич Со́мов (20 июля 1970 — 1 июля 2019) —  российский офицер, подводник-гидронавт, капитан 1-го ранга, Герой Российской Федерации (2019).

## Биография
Родился в 1970 году в Грузинской ССР в семье военно-морского офицера. В 1987 году окончил среднюю школу в Новоозёрное под Евпаторией.
С 1987 года — на флоте. В 1992 году окончил Каспийское высшее военно-морское Краснознамённое училище имени С. М. Кирова .
Проходил службу в войсковой части № 45707, расквартированной в Петродворце и подчинённой Главному управлению глубоководных исследований Министерства обороны РФ.
Служил в составе экипажа глубоководной атомной станции АС-12 «Лошарик». Погиб 1 июля 2019 года на автономной глубоководной станции АГС-31 во время проведения батиметрических работ в Баренцевом море. 6 июля 2019 года похоронен с воинскими почестями на Серафимовском кладбище Санкт-Петербурга.

## Награды
- Герой Российской Федерации (4.07.2019, за мужество и героизм, проявленные при исполнении воинского долга, звание присвоено Указом президента Российской Федерации посмертно)
- три Ордена Мужества
- Медаль ордена «За заслуги перед Отечеством» I степени

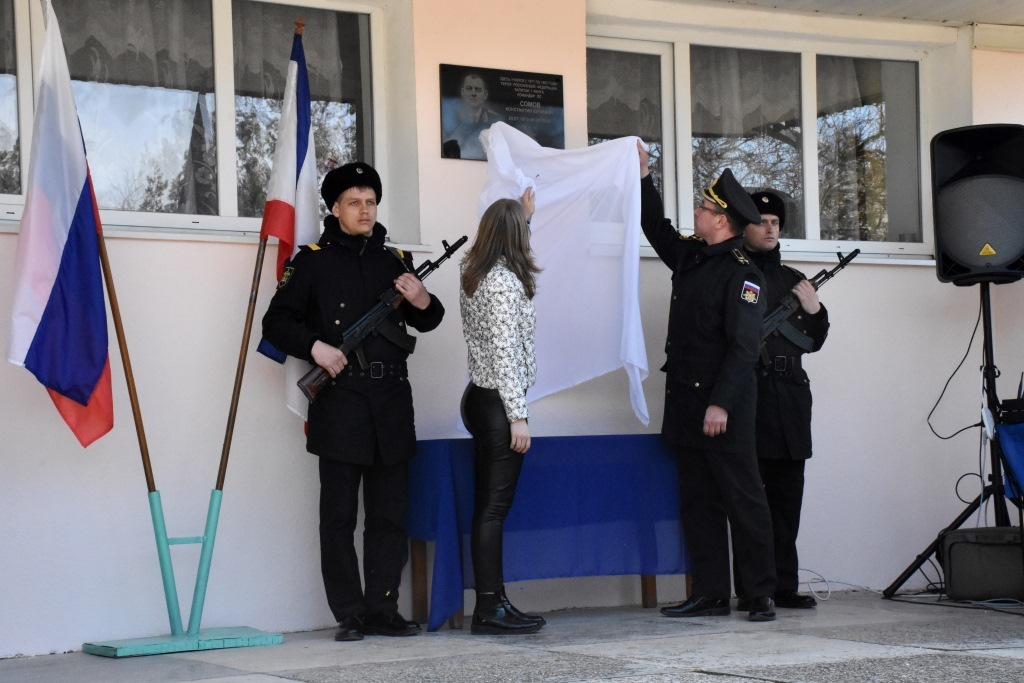
В Новоозерном 17 марта 2020 года открыли памятную доску командиру глубоководного аппарата МОРФ Константину Сомову

- Медаль ордена «За заслуги перед Отечеством» II степени[5]

## Память
- Имя присвоено улице Петергофа.
- В 2020 году имя было присвоено средней общеобразовательной школе № 606 Санкт-Петербурга[6].
- В 2020 году открыта мемориальная доска на здании средней школы № 7 пгт Новоозёрное, которую окончил К. Сомов[7]

## Семья
Вместе с женой и дочкой жил в городе Пушкин (Санкт-Петербург).